# Selkie
Selkies (sing., în engleză selkie) sunt creaturi mitologice din folclorul scoțian, irlandez și feroez. Creaturi similare sunt descrise și în folclorul islandez. 

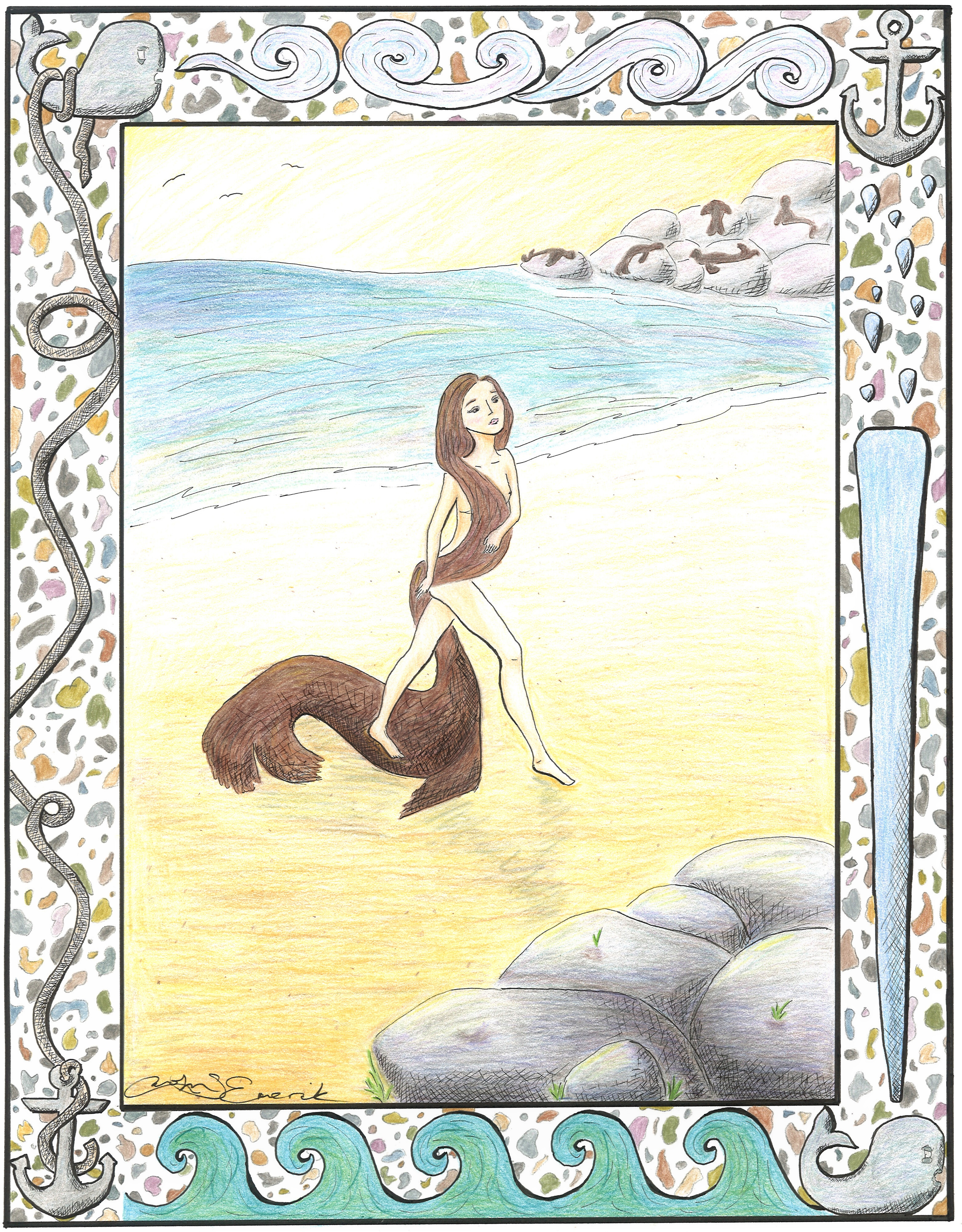

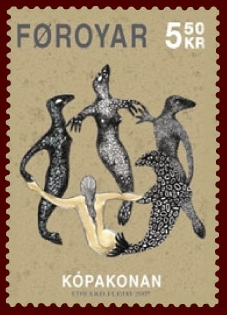

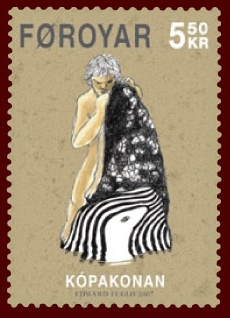

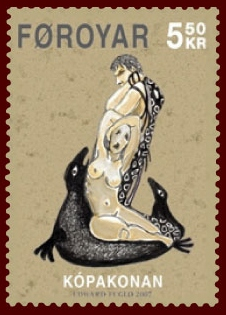

Se spune că selkies trăiesc sub formă de foci în mare, iar pe uscat își dau pielea jos și se transformă  în oameni.